# Jamataka
Jamataka è un villaggio del Botswana situato nel distretto Centrale, sottodistretto di Tutume. Il villaggio, secondo il censimento del 2011, conta 650 abitanti.